# كزافييه فيجاي كومار
كزافييه فيجاي كومار (25 نوفمبر 1978 بكارناتاكا في الهند - ) هو لاعب كرة قدم هندي في مركز الهجوم. شارك مع منتخب الهند لكرة القدم. أما مع النوادي، فقد لعب مع نادي تشرتشل براذرز وHindustan Aeronautics Limited SC ‏.

## وصلات خارجية
- كزافييه فيجاي كومار على موقع قاعدة بيانات كرة القدم.إي يو (الإنجليزية)